# کریستوف روکوس
 کریستوف روکوس (انگلیسی: Christophe Rochus؛ زاده ۱۵ دسامبر ۱۹۷۸) یک تنیس‌باز اهل بلژیک است.